# 亞歷山大縣 (北卡羅萊納州)
亞歷山大縣（英語：Alexander County）是位於美國北卡羅萊納州西部的一個縣。面積682平方公里。根據美國2000年人口普查，共有人口33,603人。縣治泰勒斯維爾 (Taylorsville)。
成立於1847年。縣名紀念殖民地時期的一個家族。